# Frederik Sporon-Fiedler
Frederik Sporon-Fiedler (født 11. marts 1861 på Frederiksberg, død 6. marts 1933 på Nordskov) var en dansk godsejer, hofjægermester og politiker.
Sporon-Fiedler var født på Frederiksberg som søn af justitiarius og konferensråd Frederik Julius Fiedler (1806-1880) og Margrethe Albertine Charlotte Sporon (1818-1903). Han kom i landvæsenslære, blev løjtnant i artilleriet, derefter landbrugskandidat 1885 og var forvalter på flere store gårde, bl.a. Frederiksberg (Humble Sogn) på Langeland 1880-1881 og Hverringe 1886-1887, og endelig i 1889 forpagter af herregården Bonderup ved Ringsted. Omkring århundredskiftet købte han af etatsrådinde Kruses dødsbo herregården Nordskov ved Ringe.
Han var en moderat højrepolitiker, der støttede forliget i 1894 og mente, at Venstre burde have repræsentanter i regeringen. 1909-1917 var han medlem af Gestelev Sogneråd. Fra 1914 var han medlem af Højres, fra 1915 Det Konservative Folkepartis, repræsentantskab. 1906 blev han opstillet som Højres folketingskandidat i Kalundborgkredsen og formåede at samle mange stemmer mod Christopher Krabbe. Sporon-Fiedler udviklede en afsky for de radikale og så dem som sin politiske hovedmodstander. Ved forsvarsvalgene 1909 og 1910 var han opstillet i Ringstedkredsen mod selveste radikalismens hovedmand, C.Th. Zahle, men vandt heller ikke her noget mandat. 
Ved forfatningsvalget 1913 blev han opstillet i Ærøkredsen mod kredsens hidtidige repræsentant, gårdejer Jørgen Frederiksen, og sidstnævnte nåede en snes stemmer mere end Sporon-Fiedler. Da Frederiksen i 1914 nedlagde sit mandat, sikrede Sporon-Fiedler sig kredsen ved et suppleringsvalg, og han blev genvalgt 1915 og 1918. Ved valglovsrevisionen, hvorved Ærøkredsen og Faaborgkredsen blev forenet, blev Sporon-Fiedler opstillet i begge kredse, og han valgtes som konservativ repræsentant i Svendborg Amtskreds som han repræsenterede indtil 1924. Han blev en stærkt benyttet mand i partiet, der nu havde fået nyt navn. 1920-22 var han medlem af Folketingets Finansudvalg, Krigsministeriets delegerede i Mønstringskommissionen for Odense Amt 1903-1914, medlem af Den militære straffelovskommission, 
Sporon-Fiedler gjorde sig ikke gældende på de storpolitiske linjer, men han var en ufortrøden talsmand for samarbejdet mellem de konservative og Venstre. 1916 synes han oprindelig at have delt den frikonservative gruppes standpunkt i spørgsmålet om salget af De vestindiske Øer, men han fulgte dog partiflertallets politik. 1919 støttede han Alexander Foss i dennes modstand mod Asger Karstensens anti-trustlovforslag
På sin hjemegn blev Sporon-Fiedler en skattet taler og foredragsholder, idet han talte på en djærv og frisk måde, isprængt meget lune. Han var altid var ridderlig imod folk; også imod sine politiske modstandere.
1923-1928 var han medlem af Landmandbankens bankråd og deltog i bankens rekonstruktion efter krakket. Han var tillige formand for Banken for Ringe og Omegn og for Foreningen af danske Kirkeejere (1915-1922), medlem af bestyrelsen for Foreningen til Dyrenes Beskyttelse og A/S Horsens Dampmølle. Han blev 1921 Ridder af Dannebrog og Dannebrogsmand 1931. 1901 blev han jægermester og 1914 hofjægermester.
6. september 1889 ægtede han Anna Sophie f. Holm (født 6. oktober 1866 i København, død 17. juni 1951) på Nordskov, datter af grosserer Johannes M. Holm og hustru Sophie. Han døde 1933 og er begravet på Gestelev Kirkegård.
Han er portrætteret af Brita Barnekow 1897 og tegnet i rødkridt samme år af samme (familieeje). Desuden portrætteret på Oscar Matthiesens maleri af den grundlovgivende Rigsdag 1915 (1923, Folketinget).